# Litijev aluminat
Litijev aluminat (LiAlO2), odnosno litijev aluminijev oksid je anorganski kemijski spoj. Aluminat je litija. U nuklearnoj tehnologiji, litijev aluminat se koristi pri obradi krutog tricija radi pripremanja tricijskog goriva za nuklearnu fuziju.
Litijev aluminat se koristi kao inertni elektrolitni potporni materijali u otopljenim karbonatnim gorivim člancima, gdje elektrolit može biti mješavina litijevog karbonata, kalijevog karbonata i natrijevog karbonata.

## Proizvodnja
- Spajanjem litijeva karbonata i aluminijevog hidroksida:

{\displaystyle {\mathsf {Li_{2}CO_{3}+2Al(OH)_{3}\ {\xrightarrow {T}}\ 2LiAlO_{2}+CO_{2}\uparrow +3H_{2}O}}}
- Reakcija pri spajanju litijevog oksida i aluminijevog oksida rezultira stvaranjem značajne količine topline:

{\displaystyle {\mathsf {Li_{2}O+Al_{2}O_{3}\ \rightarrow \ 2LiAlO_{2}}}} + 26 ccal

## Osobine
Litijev aluminat je bijeli kristalni prah koji se ne otapa u vodi.